# Afonso Sousa
Afonso Sousa (Aveiro, 2000. május 3. –) portugál korosztályos válogatott labdarúgó, a lengyel Lech Poznań középpályása.

## Pályafutása

### Klubcsapatokban
Sousa a portugáliai Aveiro városában született. Az ifjúsági pályafutását a Beira-Mar és a Gafanha csapatában kezdte, majd 2013-ban a Porto akadémiájánál folytatta.
2019-ben mutatkozott be a Porto tartalékcsapatában. 2020-ban az első osztályú Belenenseshez igazolt. 2022. július 1-jén négyéves szerződést kötött a lengyel első osztályban szereplő Lech Poznań együttesével. Először a 2022. július 16-ai, Stal Mielec ellen 2–0-ra elvesztett mérkőzés 63. percében, Nika Kvekveskiri cseréjeként lépett pályára. Első ligagólját 2022. augusztus 28-án, a Piast Gliwice ellen hazai pályán 1–0-ra megnyert találkozón szerezte meg.

### A válogatottban
Sousa az U15-östől az U21-esig minden korosztályú válogatottban képviselte Portugáliát.
2021-ben debütált az U21-es válogatottban. Először a 2021. október 7-ei, Liechtenstein ellen 11–0-ra megnyert U21-es EB-selejtező 56. percében, Fábio Vieirat váltva lépett pályára. Első válogatott gólját 2022. szeptember 24-én, Grúzia ellen 4–1-es győzelemmel zárult barátságos mérkőzésen szerezte meg.

## Statisztikák
2022. október 19. szerint
| Klub        | Szezon   | Osztály         | Bajnokság | Bajnokság | Kupa és Ligakupa | Kupa és Ligakupa | Nemzetközi | Nemzetközi | Összesen | Összesen |
| Klub        | Szezon   | Osztály         | Meccs     | Gól       | Meccs            | Gól              | Meccs      | Gól        | Meccs    | Gól      |
| ----------- | -------- | --------------- | --------- | --------- | ---------------- | ---------------- | ---------- | ---------- | -------- | -------- |
| Porto B     | 2019–20  | Liga Portugal 2 | 21        | 6         | —                | —                | —          | —          | 21       | 6        |
| Belenenses  | 2020–21  | Liga Portugal   | 32        | 2         | 2                | 0                | —          | —          | 34       | 2        |
| Belenenses  | 2021–22  | Liga Portugal   | 30        | 1         | 4                | 2                | —          | —          | 34       | 3        |
| Belenenses  | Összesen | Összesen        | 62        | 3         | 6                | 2                | 0          | 0          | 68       | 5        |
| Lech Poznań | 2022–23  | Ekstraklasa     | 9         | 2         | 2                | 1                | 3          | 1          | 14       | 4        |
| Összesen    | Összesen | Összesen        | 93        | 11        | 8                | 3                | 3          | 1          | 104      | 15       |

## Sikerei, díjai
Lech Poznań
- Lengyel Szuperkupa
  - Döntős (1): 2022

## Fordítás
Ez a szócikk részben vagy egészben  az   Afonso Sousa című angol Wikipédia-szócikk fordításán alapul.  Az eredeti cikk szerkesztőit annak laptörténete sorolja fel. Ez a jelzés csupán a megfogalmazás eredetét és a szerzői jogokat jelzi, nem szolgál a cikkben szereplő információk forrásmegjelöléseként.